# Тео Брус
 Теодор Вилијам „Бил“ Брус (енгл. Theodore William "Bill" Bruce; Аделејд, 28. јул 1923 — ? 1. август 2002) био је аустралијски атлетичар, специјалиста за скок удаљ. Рођен је у Аделејду, Јужна Аустралија. Представљао је Аустралију на Олимпијским играма 1948. у Лондону, где је освојио сребрну медаљу у скоку удаљ резултатом 7,555 м иза Вили Стила (7,825) који је оборио олимпијски рекорд, а испред Херба Дагласа оба и САД.
На истим играма Брус се тачмичио и у штафети 4 х 100 м, која није успела да се квалификује за финале.
Брус је 4 пута био првак Аустралије у скоку удаљ од 1947—1950. и једном други у скоку увис 1949.